# James Wilson (homme d'affaires)
Pour les articles homonymes, voir James Wilson et Wilson.
James Wilson (3 juin 1805 – 11 août 1860) est un homme d'affaires écossais, économiste et homme politique libéral. Il a fondé The Economist et la Standard Chartered Bank.